# Ohinewai
Ohinewai ou Ōhinewai est une petite localité de la région de Waikato, située dans l’île du Nord de la Nouvelle-Zélande. 

## Situation
Elle est localisée sur la rive est du fleuve Waikato sur le trajet de la State Highway 1/SH1, à 9 km au nord de la ville de Huntly.

## Toponymie
Le nom de Ohinewai est en langue Māori pour "girl's water place" (o = place de, hine = fill, wai = eau) ou plus vraisemblablement " la place de Hinewai", Hinewai étant une personne féminine portant ce nom.

## Installations
Le marae local nommé «Matahuru Papakainga» est le lieu de rassemblement traditionnel des Waikato Tainui de l’hapū des Ngāti Hine (en), des Ngāti Mahuta (en) et des Ngāti Naho (en), et le hapū des Ngāpuhi des Ngāti Tuapango (en) ,.
En juillet 2019, la manufacture de lit de la société « Comfort Group » annonça son intention de créer un établissement consacré à l’habitat au niveau de Ohinewai. 
Elle acheta 176 ha de terrain avec l’intention d’y développer un lotissement de 1 100 maisons.

## Éducation
L’école de « Ohinewai School » est une école primaire publique mixte, pour les élèves allant de l’année 1 à 8  , avec un effectif de 137 élèves en 2020 et de 112 élèves en mars 2022.